# X-Lite
X-Lite – darmowe oprogramowanie VoIP, które używa protokołu SIP i obsługuje SRTP. Oprogramowanie jest opracowywane przez firmę CounterPath.
Obecnie istnieją dwie różne wersje oprogramowania. X-Lite 2.0 dla Linuksa, które używa starej wersji kodu bazowego X-Pro, oraz X-Lite 3.0 dla Windows i OS X, które używa kodu bazowego eyeBeam. X-Lite 2.0 może być wykorzystywany tylko do rozmów głosowych, natomiast nowa wersja X-Lite 3.0 posiada zarówno funkcję rozmów głosowych jak i video, a także komunikator internetowy.
X-Lite 3.0 obsługuje kodeki G.711, GSM, DVI4, iLBC, Speex.
Ostatnia wersja programu to wersja 4.5.